# Brève d'Elliot
Hydrornis elliotii
Espèce
Statut de conservation UICN

 LC  : Préoccupation mineure
La Brève d'Elliot (Hydrornis elliotii) est une espèce de passereau appartenant à la famille des Pittidae.
Le nom de cet oiseau commémore le zoologiste américain Daniel Giraud Elliot (1835-1915).

## Répartition et habitat
Cet oiseau vit au Cambodge, au Laos, en une toute petite partie de la Thaïlande et au Vietnam. il vit le plus souvent au sol.

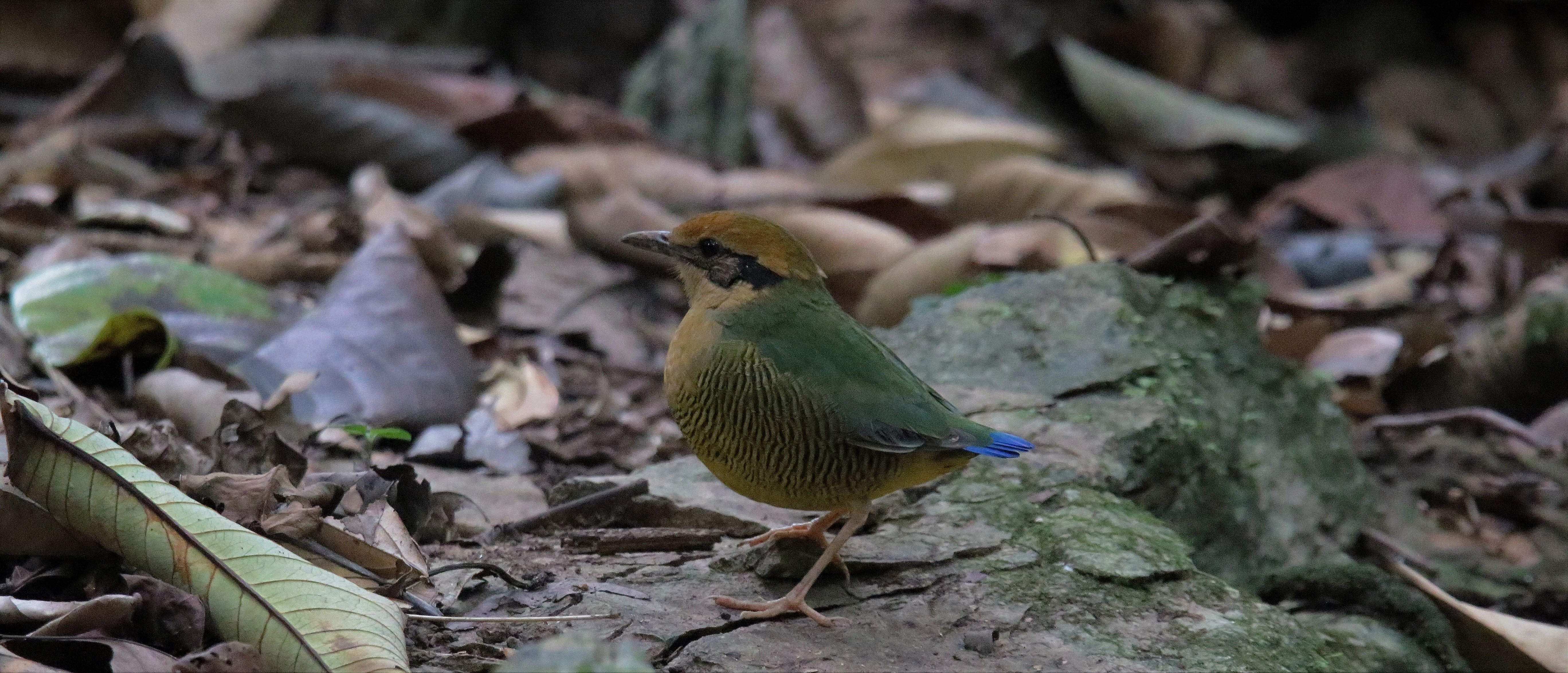
Brève d'Elliot femelle, Parc national de Cúc Phương, Vietnam

## Alimentation
Cette brèvre se nourrit de vers de terre, d'escargots et d'insectes.

## Reproduction
Les couples de brèves d'Elliot s'unissent pour la vie. Les œufs sont pondus dans un nid que les parents bâtissent dans un arbre, un arbuste ou à même le sol. Les deux parents participent aux soins des jeunes.